# ويليام روي
الميجور جنرال ويليام روي (بالإنجليزية: William Roy)‏ ـ (4 مايو 1726 ـ 1 يوليو 1790) هو مهندس عسكري ومسّاح وأثري اسكتلندي. عُرف بالابتكار، وطبّق الاكتشافات العلمية الحديثة والتقنيات الجديدة في رسم خريطة جيوديسية لبريطانيا العظمى.
رسم روي خرائط ورسوم للمواقع الأثرية الرومانية في اسكتلندا كانت في وقتها أول دراسة دقيقة ومنهجية في هذا الصدد، ولم تُدخل عليها أي تعديلات أو تنقيحات حتى اليوم. كان روي زميلًا بالجمعية الملكية وعضوًا بجمعية الأثريين في لندن، وقد استحق وسام كوبلي سنة 1785 لابتكاراته في علم المساحة.